# GNU Data Language
GNU Data Language (GDL) – otwarta implementacja środowiska do obliczeń i wizualizacji IDL. 
GDL dostępny jest na większości systemów uniksowych. Rozprowadzany jest na zasadach licencji GNU GPL.